# Курско-Харьково-Севастопольская железная дорога

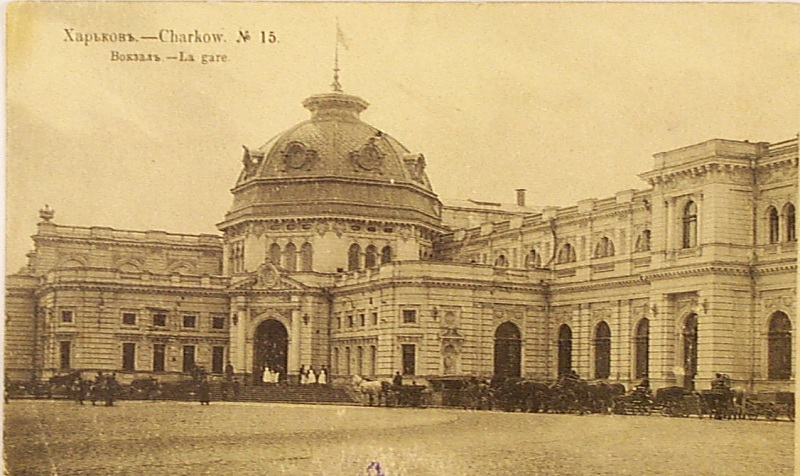
Вокзал Харьков-пассажирский, в 1896—1901 годах вокзал был расширен и модернизован (архитектор И. Загоскин, завершен архитектором Ю. Цауне), ставший одним из крупнейших в Российской империи.

Курско-Харьково-Севастопольская железная дорога (К-Х-С.) — казённая железная дорога в Российской империи, образована с 1 ноября 1894 года, в результате присоединения к Курско-Харьково-Азовской (К-Х-А.) железной дороге Лозово-Севастопольской и Джанкой-Феодосийской линий, под единым управлением: «Управление Курско-Харьково-Азовской, Лозово-Севастопольской и Джанкой-Феодосийской железных дорог», которое было образовано в Харькове. 

## История
Устав Общества Курско-Харьково-Азовской железной дороги утверждён в 1869 году для строительства линии Курск — Харьков — Таганрог — Ростов-на-Дону. В 1891 году дорога выкуплена в казну.

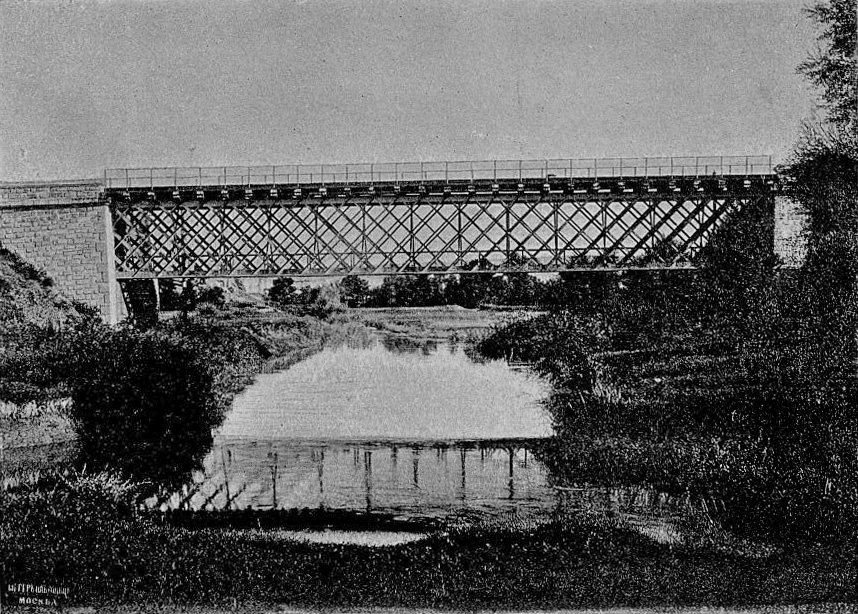
Мост через Чёрную речку у ст. Инкерман, 1900 год.

В 1896 году линии Курско-Харьково-Азовской (за исключением линий Константиновка — Ростов и Константиновка — Ясиноватая) и Лозово-Севастопольской (за исключением линии Нижнеднепровск — Синельниково) объединяются под единым Управлением под названием — Курско-Харьково-Севастопольская железная дорога (К. Х. С.), существовавшее вплоть до образования Южных железных дорог в 1907 году.